# Variety (альбом Марии Такэути)
Variety — шестой студийный альбом японской певицы Марии Такэути, выпущенный 25 апреля 1984 года на лейбле Moon Records. Пластинка ознаменовала возвращение Такэути на музыкальную сцену после её перерыва с 1981 года и является первым альбомом певицы, материал для которого она создала самостоятельно. Продюсером выступил муж певицы, Тацуро Ямасита.
Variety известен прежде всего благодаря песне «Plastic Love», которая была выпущена в качестве сингла в 1985 году и пережила всплеск популярности в 2017 году.

## Выпуск
Материал для предыдущих пяти альбомов Такэути создавался преимущественно другими музыкантами, например Харуоми Хосоно и участниками американской рок-группы Toto. Несмотря на это певица чувствовала себя «измотанной». В конце 1981 года Такэути взяла перерыв из-за больного горла и чтобы выйти замуж за Ямаситу в 1982 году.
Во время паузы Ямасита покинул свой лейбл звукозаписи RCA Records и перешёл к недавно созданному Moon Records. Тем временем Такэути начала писать песни, которые войдут в следующий альбом. Изначально Ямасита рассчитывал, что материал для него напишут другие авторы, но изменил своё мнение, когда послушал творчество Такэути. Выпуску Variety предшествовал промосингл «Mou Ichido», изданный 10 апреля 1984. Альбом возглавил чарт Oricon.
19 ноября 2014 года вышло переиздание альбома в честь его 30-летия. Оно включало ранее не изданную композицию «Aka no Enamel» (яп. 赤のエナメル), ремиксы «Plastic Love» и караоке-версии четырёх песен.

## Список композиций
Автор всех композиций — Мария Такэути.
| №                   | Название                                                     | Длительность |
| ------------------- | ------------------------------------------------------------ | ------------ |
| 1.                  | «Mou Ichido» (もう一度)                                      | 4:06         |
| 2.                  | «Plastic Love» (プラスティック・ラブ)                        | 4:51         |
| 3.                  | «Honki de Only You (Let's Get Married)» (本気でオンリーユー) | 3:53         |
| 4.                  | «One Night Stand»                                            | 3:57         |
| 5.                  | «Broken Heart»                                               | 3:55         |
| 6.                  | «Amphitheater no Yoru» (アンフィシアターの夜)                | 3:33         |
| 7.                  | «Todokanu Omoi» (とどかぬ想い)                               | 3:34         |
| 8.                  | «Mersey Beat de Utawasete» (マージービートで唄わせて)        | 3:19         |
| 9.                  | «Mizu to Anata to Taiyō to» (水とあなたと太陽と)             | 3:29         |
| 10.                 | «Going Stedy» (ふたりはステディ)                             | 3:27         |
| 11.                 | «Shetland ni Hoho o Uzumete» (シェットランドに頬をうずめて)  | 3:42         |
| Общая длительность: | Общая длительность:                                          | 42:14        |

| №   | Название                                                   | Длительность |
| --- | ---------------------------------------------------------- | ------------ |
| 12. | «Aka no Enamel [Previously Unreleased]»                    | 2:55         |
| 13. | «Plastic Love [12” Extended Club Mix]»                     | 9:18         |
| 14. | «Plastic Love [12” Original Length Remix]»                 | 4:55         |
| 15. | «Plastic Love [Karaoke]»                                   | 4:56         |
| 16. | «Honki de Only You (Let's Get Married) [Karaoke]»          | 3:59         |
| 17. | «Amphitheater no Yoru [Previously Unreleased Karaoke]»     | 3:38         |
| 18. | «Mersey Beat de Utawasete [Previously Unreleased Karaoke]» | 3:21         |

## Чарты
| Чарт                           | Высшая позиция |
| ------------------------------ | -------------- |
| Oricon                         | 1              |
| Oricon (переиздание 2014 года) | 13             |